# 김삼광
김삼광(金三光, ?~?)은 신라의 관료이다. 당나라 장군 유인궤와 함께 고구려를 정벌했다. 신라의 사찬, 파진찬, 이찬 관등을 역임한 귀족이다.

## 생애
김삼광은 김유신의 5남 4녀 중 장남으로 태어났다. 어머니는 기록에 없으나 655년 김유신과 결혼한 지소부인보다는 화랑세기에서는 그가 김유신 첫 번째부인 영모부인의 소생이라고도 기록되어 있다. 활동했을 시기와 직위를 보았을 때 오히려 김유신의 첫 번째 아내 영모부인의 소생일 가능성이 더 크다. 
666년(문무왕 6년) 4월 나마(奈麻) 한림(漢林)을 수행원으로 하여 3년간 입당숙위(入唐宿衛)하였다.
김삼광은 3대 숙위로 당에서 받은 관직은 좌무위익부 중랑장(左武衛翊府中郞將)이었다. 
1대와 2대 숙위는 무열왕의 아들 문무왕과 그의 동생 김인문(金仁問)이었다. 그런데 이들 3인이 실제로 당의 관직을 담당하고 백제 및 고구려 정벌시에는 장군이 되어 삼국통일에 주도적 역할을 다했으며, 국내정치 제1선에서 왕성한 정치적 업적을 남긴 바 있었다.
김삼광은 고구려 정벌의 청병사(請兵使)소임을 다했을 뿐 아니라 당시의 전략을 본국에 보고하여 실전을 독려하고 그 전술을 이끌고 나갔던 것이다. 
668년 고구려 정벌 당시 당군의 향도장으로 당나라 장수 유인궤를 대동하고 당항진(경기도 안산)에 들어와 귀국하였다. 문무왕은 김인문을 영접사로 파견하여 이들을 맞이했다. 귀국 후 김삼광은 와병중인 김유신을 대신하여 신라군을 이끈 김흠순, 김인문 등과 함께 고구려 정벌에 참여하였다.
683년(신문왕 3) 파진찬(波珍飡)으로 재직 중 왕이 일길찬(一吉飡) 김흠운(金欽運)의 딸을 왕비로 맞아들이게 되자 이찬 문영(文穎)과 함께 그 집에 가서 가례일을 정하였다. 납채(納采)는 대아찬 지상(知常)이 하였다. 최종 관등은 이찬(伊飡)에 이르렀다.

## 일화
재상으로 재직 중 아버지 김유신의 휘하에서 고구려와 싸울 때 큰 공을 세워 사찬의 관등에 있던 열기(裂起)가 군수(郡守)직을 희망하였으나 그는 들어주지 않은 일이 있었다. 이에 열기가 기원사(祇園寺)의 승려 순경(順憬)에게
“그가 나의 청을 들어주지 않는 것은 아마 그의 아버지가 죽어 나를 잊은 모양인가 보다.”
라고 하니, 뒤에 그가 이 말을 듣고 열기를 삼년산군(三年山郡)의 태수(太守)로 천거하였다.
한편 진위논란이 있는 화랑세기에서는 삼광의 출생을 달리하였는데 김유신의 첫 번째 부인인 영모부인 소생으로 전해지고 있다.

## 후손
장남 대아찬 김윤중(金允中)은 성덕왕의 총신이었다. 차남 김윤문(金允文)과 발해 원정을 갔다 대설로 인해 실패하였다. 손자 대아찬 김융(金融)이 모반에 연루되어 무고하게 주살 당하였다. 이후 혜공왕은 김경신을 보내 김유신 장군묘에 사죄하고 취선사(鷲仙寺)에 명복을 빌었다. 증손자는 김장청(金長淸)은 말단직 집사랑이고, 김유신행록을 지었다. 현손은 김웅원(金雄元)은 이사도의 난을 평정한 명장이다.

## 가족 관계
- 아버지: 김유신(金庾信)
- 어머니: 영모부인(英毛夫人)(추정)
- 자녀
  - 장남: 김윤중(金允中)
  - 며느리: 이씨(李氏)
    - 손자: 김융(金融)
      - 증손: 김장청(金長淸)
      - 서증손: 김암(金巖)

  - 차남: 김윤문(金允文)

신라 중대 혜공왕 때 모반자 김융(金融)이 손자라는 설이 있으나, 족보에 기재되어 있지 않다.

## 김삼광이 등장한 작품

### TV 드라마
- 《대왕의 꿈》(KBS, 2012년~2013년, 배우:김동윤)

## 같이 보기
- 김유신
- 김흠순
- 김서현
- 김윤중
- 김무력
- 문무왕
- 신문왕
- 김원술
- 가락국기
- 삼국유사
- 삼국사기